# Metopius hispanicus
Metopius hispanicus är en stekelart som beskrevs av Clement 1930. Metopius hispanicus ingår i släktet Metopius och familjen brokparasitsteklar. Inga underarter finns listade i Catalogue of Life.